# Rehovot
Rehovot (Hebraisk: רְחוֹבוֹת) er en af Israels videnskabsbyer, som ligger uden for Tel Aviv.
Rehovot blev grundlagt i 1890 og udviklede sig til et landbrugsområde med dyrkning af bl.a. vindruer og citrus. Efter Israels grundlæggelse har Rehovot langsomt udviklet sig fra et landbrugssamfund til et bysamfund, men Rehovot ligger stadig i et landbrugsområde med en alsidig landbrugsproduktion og fødevareindustri. Rehovot var et af den jødiske oprørsbevægelses hovedkvarterer i den britiske mandatperiode.
Byen er hjemsted for det videnskabelige Weizmann-institut, Israels største og mest berømte forsknings- og udviklingscenter opkaldt efter Israels første præsident, Chaim Weizmann. Desuden er byen hjemsted for det Hebraiske Universitets landbrugsfakultet og andre videnskabelige institutioner samt en high-tech industripark.
Byen har ca. 103.000 indbyggere.